# لويد فيريرا
لويد فيريرا (6 مايو 1974 في جنوب أفريقيا - ) (بالإنجليزية: Lloyd Ferreira)‏ هو لاعب كريكت جنوب أفريقي. لعب مع Boland (cricket team) ‏ وDorset County Cricket Club ‏.